# Hülsta-Werke Hüls
Die Hülsta-Werke Hüls GmbH & Co. KG (ab April 2024: MWS Westfalen Werke NDS GmbH & Co. KG) war ein deutsches Unternehmen, das bis 2024 als Möbelhersteller mit Sitz in Stadtlohn tätig war. Komplementärin war die hülsta Werke GmbH (ab April 2024: MWS Werke Westfalen GmbH). Im Außenauftritt wurde die Marke Hülsta (Eigenschreibweise: hülsta) verwendet. Im Jahr 2024 musste das Unternehmen Insolvenz anmelden, so dass der Geschäftsbetrieb zum 1. Juni 2024 eingestellt wurde.
Hülsta leitet sich ab aus dem Namen der Gründerfamilie Hüls und dem Unternehmenssitz Stadtlohn.

## Geschichte
Das Unternehmen wurde 1940 als Handwerksbetrieb in Stadtlohn (Nordrhein-Westfalen) gegründet, befindet sich seitdem am selben Ort und verblieb bis 2019 in Familienbesitz. Die Produktpalette der Hülsta-Werke wird ausschließlich im westlichen Münsterland produziert und weltweit für den Vertrieb im Facheinzelhandel ausgeliefert.
Teil der Hülsta-Unternehmensgruppe war von 1998 bis 2018 das Unternehmen Rolf Benz. Nachdem die Hüls-Gruppe ab 2014 in wirtschaftliche Schwierigkeiten kam wurden bis 2019 wesentliche Beteiligungen (Polstermöbelhersteller Rolf Benz, Bettenhersteller Ruf, Parketthersteller Parador, Schlafzimmerhersteller Loddenkemper, Bettenhersteller Femira) veräußert und das Geschäft auf die Kernmarke Hülsta konzentriert. Für den neuen Produktbereich Hülsta Küche wurde 2023 der Küchenhersteller Warendorf übernommen.
Über zwei Gesellschaften der Hülsta-Gruppe wurde am 17. Oktober 2022 das Insolvenzverfahren in Eigenverwaltung eröffnet. Eines dieser Unternehmen war die vorherige Obergesellschaft hülsta AG & Co. KG. Diese Gesellschaften beschäftigten kein eigenes Personal, die Produktion soll weitergehen. Im Oktober 2023 wurde das Insolvenzverfahren in Eigenverwaltung in ein Regelverfahren übergeleitet. Der Geschäftsführer und seit dem Ausscheiden der Familie Hüls im Jahr 2022 Alleingesellschafter Thomas Knecht schied aus dem Unternehmen aus. Im November 2023 wurde das Insolvenzverfahren eingestellt, nachdem ein neuer Investor gefunden wurde. Dieser wurde offiziell nicht genannt. Nach Berichten in Fachmedien soll es sich um den Rensburger Unternehmer Hauke J. Drengenberg handeln.
Im April 2024 wurde beim Amtsgericht Münster erneut ein Antrag auf Eröffnung eines Insolvenzverfahrens gestellt. Der vorläufige Insolvenzverwalter teilte am 28. Mai 2024 mit, dass zum 1. Juni 2024 der Betrieb eingestellt wird.

## Eigentümer
(Stand: 21. März 2022)
- Dr. Knecht No. 1 GmbH, Feldkirchen – 40 %
- Dr. Knecht No. 2 GmbH, Stadtlohn – 60 %

## Produktion und Vertrieb
Unter den Markennamen hülsta produzieren und vertreiben die Hülsta-Werke Möbel für unterschiedliche Einrichtungsbereiche und den internationalen Markt. Am Unternehmenssitz in Stadtlohn befindet sich ein 6000 m² großer Showroom, in dem das gesamte Produktsortiment präsentiert wird. Weitere Produktausstellungen befinden sich in London, Moskau und Shanghai. Exportschwerpunkte des Unternehmens sind Europa und Asien (hier vorwiegend China und Indien).

## Entwicklung
Alois Hüls eröffnete 1940 mit zehn Mitarbeitern im münsterländischen Stadtlohn (Nordrhein-Westfalen) eine Tischlerei und legte damit den Grundstein des Unternehmens. 1953 trat Karl Hüls, Sohn von Alois Hüls, in das Unternehmen ein. Die Hüls-Möbelwerke spezialisierten sich auf die Produktion von Schlafzimmermöbeln. Der Markenname Hülsta wurde 1959 etabliert. Nach einem Holzingenieur-Studium übernahm 1960 Karl Hüls die Unternehmensleitung. Die Marke Hülsta wurde 1961 beim Patentamt München eingetragen.
Mit durchgehenden Türen beim Schranksystem Intermat ersetzte Hülsta 1962 die bis dato üblichen Aufsatz- und Unterschränke. Die Marke Hülsta wurde 1964 international geschützt. Hülsta eröffnete eine zweite Fertigungsstätte in Heek (Nordrhein-Westfalen, Münsterland). Mit Hülstamat führte Hülsta den ersten Schlafzimmer-Hochschrank in Anbauweise auf dem Markt ein. Hülsta produzierte 1965 die ersten Federholzrahmen unter dem Sortimentsnamen Rumat. In Ottenstein (Nordrhein-Westfalen) eröffnete 1967 Hülsta eine dritte Fertigungsstätte. Mit Allwand brachte das Unternehmen das erste Wohnmöbelprogramm in Endlosbauweise mit frei gerasterter Front auf den Markt. Zeitgleich entstand das Baukastensystem mit dem Wohnprogramm Universa. Das Hülsta-Stammwerk zog 1969 in das Stadtlohner Industriegebiet Wenningfeld um. Hülsta brachte 1970 ein Jugendmöbel-Programm auf den Markt. Alois Hüls starb am 28. April 1970. Die Erstauflage des Einrichtungsbuches Vorbildlich Wohnen erschien 1975. Das Unternehmen errichtete 1983 am Firmensitz in Stadtlohn ein neues Schulungszentrum für Verkäufer und Monteure aus dem Möbelfachhandel. Hülsta war 1985 laut Stern-Markenprofile mit 58 % die bekannteste Herstellermöbelmarke in Deutschland. 1986 etablierte das Unternehmen das Segment Wohnbüro. Karl Hüls erhielt 1987 das Bundesverdienstkreuz erster Klasse.
Ludwig Hüls, dritter von vier Söhnen von Gertrud und Karl Hüls, trat 1993 als gesamttechnischer Leiter in die Hülsta-Werke ein. Unter dem Namen now! by hülsta führt Hülsta 1994 erste Markenmöbel im Mitnahmesegment ein. Zum ersten Mal engagierte sich das Unternehmen als Co-Sponsor beim ATP-Tennisturnier „Gerry Weber Open“ in Halle. Hülsta erreichte 1998 laut Stern-Markenprofile eine Bekanntheit von 49 %. Hülsta etablierte 2000 die Soft-Techniken für selbsttätiges und geräuscharmes Schließen von Schubladen und Türen. Karl Hüls erhielt 2001 das Große Verdienstkreuz des Verdienstordens der Bundesrepublik Deutschland und verstarb am 5. Oktober gleichen Jahres. Mit Esszimmertischen und -stühlen erweitert Hülsta 2002 sein Sortiment um das Segment Speisen. Die Gerhart-Hauptmann-Straße in Stadtlohn wurde 2003 in Karl-Hüls-Straße umbenannt. Die LGA Bayern verlieh dem Unternehmen 2004 als erstem und einzigem Möbelhersteller das Gütesiegel Premium Qualität. Das Unternehmen wurde in das Kompendium Marken des Jahrhunderts aufgenommen.
Die Standort-Initiative Deutschland – Land der Ideen unter der Schirmherrschaft von Bundespräsident Horst Köhler verlieh Hülsta die Auszeichnung Ausgewählter Ort 2007. Der Möbelhersteller war eine von 365 für jeden Tag des Jahres ausgezeichneten Organisationen, die Innovationskraft und Zukunftsfähigkeit in Deutschland repräsentieren sollen.
Aufgrund einer Nachfrageschwäche wurden 2008/2009 Werke zusammengelegt und ein Teil der Produktion ausgelagert, nach Unternehmensangaben unter anderem Furnierherstellung und Zuschnitt. Im Rahmen dieser Umstrukturierung übernahmen Zulieferungsbetriebe bisherige Hülsta-Mitarbeiter. Ein gruppeneigenes Furnierwerk übernahm die Aufgabe mehrerer kleinerer Zulieferbetriebe. Ausgehend von etwa 1400 Mitarbeitern halbierte sich die Zahl der Werktätigen in etwa in den Jahren 2008 bis 2016. Der Ort Heek verlor durch die Umstrukturierungen den größten Arbeitgeber, das dortige frühere Werk wurde 2019 abgerissen. Tochterunternehmen, wie Halco in Coesfeld und Stadtlohn, gingen mit langjährigen Mitarbeitern in die Insolvenz, ohne dass Abfindungen gezahlt wurden.
Die 1998 übernommene Ruf Betten GmbH (Rastatt) wurde 2016 an die Nord Holding Unternehmensbeteiligungsgesellschaft mbH (Hannover) verkauft. Anfang 2022 wurde Ruf Betten und Bruno Interior (Berlin) an die niederländische Beteiligungsgesellschaft Waterland Private Equity weiterverkauft. 200 Mitarbeiter erwirtschaften einen Jahresumsatz von ca. 60 Mio. Euro.
Wegen illegaler Methoden zur Preisdurchsetzung auf günstigere Möbelhändler hat das Bundeskartellamt im Dezember 2016 Bußgelder von 4,43 Millionen Euro gegen fünf deutsche Möbelhersteller verhängt. Betroffen hiervon war auch die Hülsta-Werke. Bei einigen der Möbelhersteller seien die Strafen zudem gesenkt worden, weil sie finanziell angeschlagen seien und einen Sanierungs- oder Umstrukturierungsprozess durchliefen.
Im März 2018 wurde von der Hüls-Gruppe der Polstermöbelhersteller Rolf Benz an den Möbelhersteller Jason Furniture, Hangzhou, China, veräußert.
Mit Wirkung zum 1. Oktober 2018 wurden der Schlafzimmerhersteller Loddenkemper und der Bettenhersteller Femira von der hülsta-werke Hüls GmbH & Co. KG an die Oeseder Möbel-Industrie Mathias Wiemann GmbH & Co. KG, Georgsmarienhütte, veräußert. Im August 2019 stieg Thomas Knecht als seither größter Einzelgesellschafter und neuer Vorsitzender der Geschäftsführung bei der Muttergesellschaft der Hüls-Gruppe ein. Knecht verließ das Unternehmen im Oktober 2023.
Am 12. April 2024 meldeten die Hülsta-Werke zum zweiten Mal innerhalb von zwei Jahren Insolvenz an. Eine Sanierung des Unternehmens ist offenbar nicht mehr realistisch: „Eine Fortführung des Betriebs ist aufgrund der fehlenden wirtschaftlichen Perspektive nicht möglich“, teilte der vorläufige Insolvenzverwalter Christoph Morgen mit. Mit der Eröffnung des Insolvenzverfahrens zum 1. Juni 2024 soll der Betrieb eingestellt werden.

## Patente
Hülsta hält eine große Zahl nationaler und internationaler Patente für Erfindungen auf dem Möbelmarkt. Dazu gehört zum Beispiel der gedämpfte Selbsteinzug von Schubladen auf Basis laufruhiger Führungsschienen mit Quadro-Kugellagern, den Hülsta unter dem Namen hülsta-SoftFlow vertreibt. 2008 meldet Hülsta eine Hochglanzlack-Oberfläche, die unter UV-Licht sekundenschnell aushärtet, zum Patent an. Die Lacktechnik mit dem Namen EverGloss setzte einen Standard in der Gebrauchstauglichkeit von Hochglanzoberflächen.

## Auszeichnungen
Das Hülsta-Sortiment ist mit dem Blauen Engel und dem Gütesiegel Premium Qualität der LGA Bayern ausgezeichnet. Beim internationalen Red Dot Design Award ist Hülsta in der Kategorie Product Design 2017 für den Tisch T70 und 2019 für den Tisch Solid mit Winner ausgezeichnet worden. Des Weiteren hat der Rat für Formgebung die Badmöbel-Kollektion mit dem Design Award 2020 prämiert. Zuletzt wurden beim Iconic Award, ebenfalls vom Rat für Formgebung initiiert, 2020 das Bett Neo und 2019 der Raumteiler Navis ausgezeichnet.